# Cine experimental

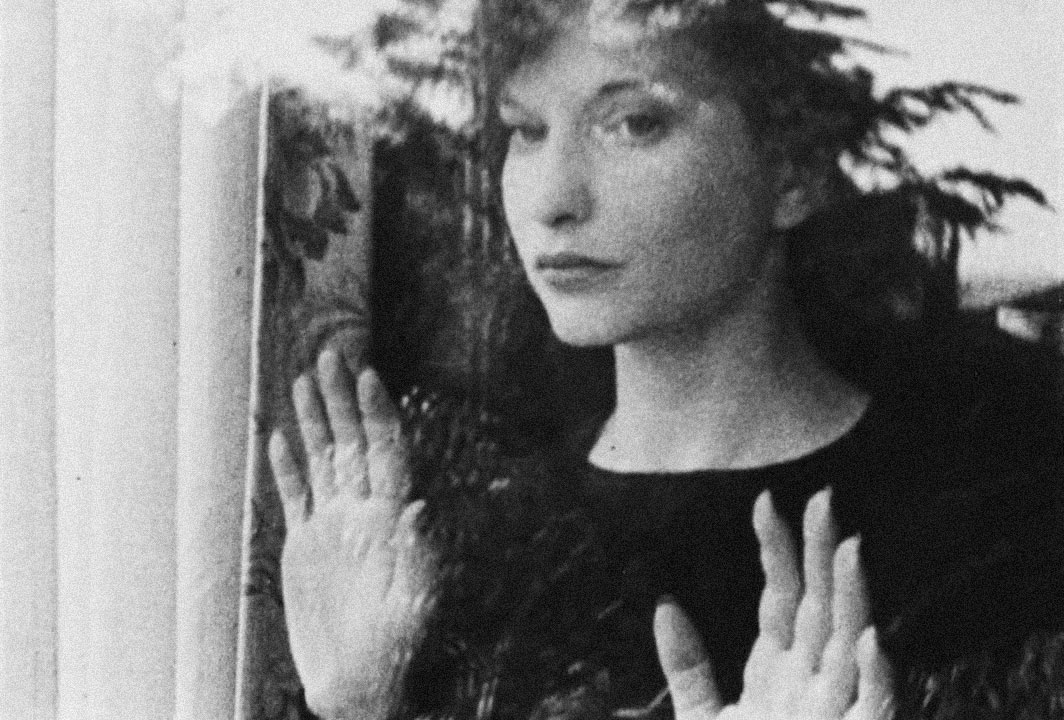
Maya Deren mirando por la ventana en el cortometraje experimental Meshes of the Afternoon.

El cine experimental es un arte audiovisual que amplía y desplaza los límites del lenguaje audiovisual y del cine narrativo convencional que tradicionalmente se habían estructurado alrededor de un relato argumental respetando el armazón del guion y que utiliza nuevos recursos para expresar y hacer sentir emociones, experiencias, sentimientos y concepciones del mundo al espectador. En muchas obras de cine experimental, por lo tanto, aquello narrativo cede ante los experimentos de tipo formal, siendo frecuente el uso de efectos plásticos o rítmicos ligados al tratamiento de la imagen y el sonido. Por consiguiente, se trata de un método de producción cinematográfico que modifica rigurosamente las convenciones fílmicas y explora alternativas para las formas de trabajo tradicionales. Muchas películas experimentales, especialmente las primerizas, se relacionan con artes de otras disciplinas como la pintura, la danza, la literatura y la poesía, y surgen de la investigación y del desarrollo de nuevos recursos técnicos.
El cine experimental es un arte al margen de la industria y del sistema comercial y, por lo tanto, no acostumbra a estar relacionado con grandes empresas ni se dirige a un público amplio, sino específico y minoritario, y que comparte el interés por productos que se podrían calificar —sin intención peyorativa— como marginales, o también llamados "de culto". De hecho, aunque algunas películas experimentales se hayan distribuido a través de canales convencionales o incluso se hayan realizado en estudios comerciales, la gran mayoría se han producido con presupuestos muy bajos con un equipo mínimo o con una sola persona y se han autofinanciado o se les ha apoyado mediante pequeñas subvenciones.
El objetivo de la realización de filmes experimentales es generalmente representar la visión personal de un artista o promover el interés para las nuevas tecnologías, en vez de entretener o generar ingresos, como es el caso de las películas comerciales.

## Una difícil clasificación
Como ocurre en cualquier disciplina, la definición de cine experimental puede estar sujeta a discusión. De hecho, numerosos términos han servido para designar todo o parte del cine experimental (también llamado cine puro, cine absoluto, cine de arte, cine underground, etc.) a lo largo del tiempo. Se podría decir que una película es experimental si ha sido concebida fuera de la gran industria del cine, o bien, si se trata de un filme donde "las preocupaciones formales aparecen en un primer plano",dejadas al margen las preocupaciones industriales, económicas, comerciales, literarias, teatrales, narrativas, etc. El cine experimental, además, se distingue por ir a contracorriente de las normas cinematográficas habituales, sobre todo en materia de duración, ya que engloba películas de una duración entre 25 horas (Four Stars, de Andy Warhol ) y 1/24 de segundo de narración (Empire, del mismo Warhol, una película de ocho horas constituida a partir de bobinas pegadas que encuadran un plan fijo, el Empire State Building). Según estas primeras distinciones, pues, se puede afirmar que el cine experimental está lejos de poseer una clasificación unánime.

## Origen, historia y principales representantes
Dos sucesos prepararon la Europa de los años veinte para la aparición del cine experimental. En primer lugar, el cine se desarrolló plenamente como medio y empezó a decrecer la popularidad del entretenimiento masivo. En segundo lugar, surgieron los movimientos de vanguardia en las artes visuales gracias a la asistencia de autores pictóricos de las corrientes dadaístas y surrealistas de la época en el cine, que más tarde contribuirían en la producción fílmica con sus cortometrajes igualmente dadaístas y surrealistas. Esta contribución fue posible gracias a autores como Hans Richter, Jean Cocteau, Marcel Duchamp, Germaine Dulac y Viking Eggeling, por ejemplo.
La historia del cine experimental comienza, pues, con el precine y evoluciona hasta la actualidad, constituyendo así una época entera de producción cinematográfica. Esta metodología, sin embargo, estuvo, desde la aparición del cine comercial e industrial hacia los años 30, ausente de las historias oficiales de la producción cinematográfica, y no fue hasta 1930, cuando se publicó por primera vez la revista Experimental Cinema, que el término de cine experimental apareció directamente, sin ningún espacio entre las dos palabras. Paradójicamente, con la llegada del digital en los años 2000, este formato salió de la sombra gracias, sobre todo, a las nuevas tecnologías de visualización y de realización en directo que permitían una colaboración extensa con otras disciplinas como la música y la danza. Hoy en día, una influencia surgida de esta metodología se encuentra en el arte contemporáneo en formato de instalación de vídeo o de película o de inversión directa en las salas de proyección.
Con muy pocas excepciones, entre ellas Curtis Harrington, los artistas involucrados en estos primeros movimientos experimentales permanecieron fuera de la industria comercial principal del cine y del entretenimiento. Algunos se convirtieron en profesores para compartir y dar a conocer los nuevos estudios fílmicos y, a partir de 1966, muchos se pasaron al campo universitario para impartir docencia en universidades prestigiosas como las de Nueva York, el Instituto de las Artes de California, Massachusetts College of Art en Massachusetts o la Universidad de Colorado en Boulder.
Como máximos representantes del cine experimental conviene destacar las producciones de Dudley Murphy y Man Ray, que crearon, entre otras, la película Ballet Mécanique (1924), descrita como dadaísta, cubista o futurista; las producciones de Duchamp, que filmó la película abstracta Anémic Cinéma (1926); las producciones de Alberto Cavalcanti, que dirigió Rien que las hiedras (1926); las producciones de Walter Ruttmann, director de Berlín, sinfonía de una gran ciudad (1927); y las producciones de Dziga Vertov, que filmó El hombre de la cámara (1929). Sin embargo, se considera que la película experimental más importante a nivel mundial es Un perro andaluz (1929), de Luis Buñuel y Salvador Dalí.

## Exhibición y distribución
A partir de 1946, Frank Stauffacher dirigió el programa Art in Cinema para dar a conocer películas experimentales y de vanguardia en el Museo de Arte Moderno de San Francisco.
Desde 1949 hasta 1975, el Festival Internacional del Cine Experimental de Knokke-le-Zoute, situado en Bélgica, se convirtió en el festival de cine experimental más importante del mundo e hizo posible, entre otras cosas, el descubrimiento de las vanguardias americanas en 1958 gracias a las películas de Brakhage y de muchos otros cineastas europeos y americanos.
Desde 1947 hasta 1963, el Cine 16, con sede en Nueva York, funcionó como principal expositor y distribuidor de películas experimentales en Estados Unidos. Bajo el liderazgo de Amos Vogel y Marcia Vogel, Cine 16 prosperó como una sociedad sin ánimo de lucro comprometida con la exhibición de películas documentales, de vanguardia, científicas, educativas y de representación para un público cada vez mayor.
En 1962, Jonas Mekas y otros veinte cineastas fundaron The Film-Makers 'Cooperative en Nueva York, y pronto se formaron cooperativas de artistas similares en otros lugares: Canyon Cinema en San Francisco, London Film-Makers' Co- op en Londres y el Canadian Filmmakers Distribution Center en Canadá. Siguiendo el modelo de Cine 16, las películas experimentales se exponían principalmente fuera de las salas comerciales, en pequeñas sociedades de cine o microcine, museos, galerías de arte, archivos o festivales de cine.

## Principales manifestaciones
El cine experimental se desarrolló en un contexto de movimientos contrarios a la cultura de diversa tipología:
1. Estéticos: las vanguardias artísticas de principios del siglo XX.
2. Políticos: cine de agitación de 1968, el cine de propaganda.
3. Filosóficos-teóricos: el estructuralismo, el cine feminista y el cine homosexual.
4. Culturales: el underground y los movimientos de la contracultura.

- El cine corporal comprendería todas las tendencias de los años setenta, como el cine del yo, los diarios filmados, los filmes militantes, el cine underground, el cine de la materialidad y todos aquellos que reivindican una experiencia fílmica personal.
- El cine estructural comprendería las grandes vanguardias de los años veinte, el llamado cine estructural de los sesenta y otras aproximaciones seriadas o minimalistas, el letrismo, el cine conceptual, el cine que interroga el mismo cine y todas aquellas metodologías que reivindican el filme de las formas .

De todos modos, es obvio que existen numerosos cineastas que desarrollan diferentes aproximaciones de las mencionadas previamente dentro de un mismo filme o de una obra a otra.

## Características
El cine experimental engloba un abanico de estilos de producción cinematográfica bastante diferentes, y a menudo opuestos, a las prácticas del cine comercial y documental convencional. Aunque el concepto cubre una amplia gama de prácticas, una película experimental se caracteriza a menudo por la ausencia de narrativa lineal, por el uso de diversas técnicas abstractas (desenfocar o pintar películas, editar rápidamente, etc.), por el uso no diegético del sonido e, incluso, por la ausencia de banda sonora. El objetivo es a menudo situar el espectador en una relación más activa y más reflexiva con la película.
Durante la década de 1960, y hasta cierto punto, muchas películas experimentales adoptaron una postura de oposición hacia la cultura dominante. Por este motivo, la mayoría de estas películas se financiaron con presupuestos muy bajos, se autofinanciaron o se financiaron mediante pequeñas subvenciones, con un equipo mínimo o con un equipo de una sola persona, el cineasta. Muchas de las características más típicas del cine experimental, como los enfoques no narrativos, impresionistas o poéticos de la construcción de la película, definen lo que generalmente se entiende como tal.
La totalidad de las características de este género, sin embargo, son difíciles de concretar. José Antonio González, autor mexicano, se atreve a definir el término de cine experimental como "[...] un lenguaje cinematográfico propio, que desarrolla un arte inseparable del propio medio de expresión. Se organiza de acuerdo con una lógica que le es propia, la narración compleja, fragmentaria, deconstruida o inexistente. La concepción del filme aparece a lo largo de la experimentación y reflexión, por otro lado, rodaje y creación del guion son paralelos, proceso que se completan para muchos luego de la experiencia del espectador. Es ante todo personal: el realizador no solo integra todas las líneas creativas del filme sino que muchas veces las efectúa él mismo (cámara, sonido, edición, etc.)”.
Así pues, y de manera general, se puede afirmar que el cine experimental se caracteriza por:
1. Ofrecer un contenido narrativo que suele ser insignificante, ya que la mayoría del valor del filme proviene de ideas vinculadas a los sueños o a los pensamientos que se convierten en el único tema de toda la película. De todas formas, sin embargo, hay filmes que presentan muchas temáticas sin relación aparente entre ellas.
2. No disponer de continuidad secuencial, ya que esta metodología crea una unión entre planos y aporta un significado nuevo a estos.
3. Ampliar las dimensiones de la estructura narrativa conocida hasta aquel momento, es decir, evitar regirse a las normas habituales en cuanto a estructura y sintaxis visual.
4. Contraponerse al cine comercial de narrativa ortodoxa dirigida al gran público.
5. Querer dar visibilidad a las convenciones sociales y cinematográficas cambiando sus propias normas y modelos, por ejemplo, suprimiéndolas, añadiéndolas, invirtiéndolas o reordenándolas.
6. Trabajar con material ajeno al propio para revalorizar y contextualizar materiales cinematográficos desconocidos, proceso llamado found footage.
7. Utilizar el material cinematográfico para mostrar situaciones internas.
8. Incorporar el público como elemento indispensable para el desarrollo del filme que, por lo tanto, se convierte en parte de la experiencia fílmica.
9. Estar delimitado por los parámetros tecnológicos, que en caso favorable permiten el uso de soportes audiovisuales digitales novedosos.
10. Explorar las características audiovisuales del filme, que combina sonido e imágenes en movimiento con criterios y conocimientos de la cultura artística en general y que incluye otras artes como la poesía, la música, la danza o el teatro para dar una visión o una opinión propia del mundo.
11. Crear una obra que necesita de la crítica activa de los espectadores para su lectura.
12. No limitarse al campo técnico de la película sino tratar, de igual manera, los aspectos ideológicos y las diversas maneras de percepción del filme.

## Medios estéticos y de producción

### Medios estéticos
- Ensanchamiento de las normas restrictivas y arbitrarias del cine comercial (género, duración, soporte, etc). Cada filme experimental se organiza de acuerdo con una lógica que le es propia.
- Narración compleja, fragmentaria, deconstruida o inexistente.
- Concepción del filme que aflora a lo largo de la película: experimentación y reflexión, rodaje y escritura van juntos.

### Medios de producción
- Filme como elemento personal: el cineasta no sólo integra todas las líneas creativas de la película, sino que muchas veces las hace él mismo (tomas de cámara o de sonido, edición, desarrollo, etc). Este es un cine para los cineastas en oposición al cine de autor o de realizador.
- Autoproducción y presupuesto mínimo.
- Distribución y difusión a través de vías paralelas o cooperativas.

El cine llamado de autor o de arte y ensayo toma distancia respecto a los criterios normativos del cine tradicional, pero se inscribe en un sistema de producción y distribución comercial, y para ello le resulta tremendamente difícil alejarse de las normas.

## Público
Es indispensable el papel del público en el cine experimental, ya que, de alguna manera, esta metodología experimenta con él. De hecho, Andre Parente afirma, en referencia a los elementos del cine experimental, que "[...] el cine [experimental] hace converger tres dimensiones diferentes: la arquitectura de la sala, heredera del teatro a la italiana [pone énfasis en el espacio, que acaba de dar forma al filme, e incluye, además el espacio físico, el público y su atención y reacción y todo lo que pueda suceder en aquella sala y que pueda intervenir, de algún modo, en la proyección]; la tecnología de captación/producción, un patrón diseñado a finales del siglo XIX; y la forma narrativa ".
Es conveniente destacar la necesidad de producir un tipo de cine que busca en el lenguaje y en la narrativa aquello intelectual, social y sentimental que hace participar el público. Este es el objetivo del cine experimental, que a partir de la experiencia logra conectar un conjunto de espectadores activos con las ideas y las perspectivas de un mundo que necesita reflexiones y críticas profundas.

## Países precursores

### Francia
La aparición del cine experimental en Francia se vincula con la financiación y la distribución de películas narrativas desvinculadas de la escuela vanguardista a los cineclubs por parte de numerosos cineastas de la época. Entre estos eruditos destacaron las figuras de Abel Gance, de Jean Epstein y de Marcel El Herbier, que realizaron filmes combinando la experimentación narrativa, la edición rítmica, la subjetividad de los personajes y el trabajo de cámara.
Se puede afirmar esquemáticamente que las cuatro cooperativas surgidas en los años 70 y 80 vinculadas al cine experimental francés se pueden diferenciar de acuerdo con estas cuatro tendencias:
- Le Collectif Jeune Cinéma (1971), que emplea el nombre de cinéma différent y se aproxima más al cine corporal desde un enfoque tal vez literario.[11]
- La Paris Film Coop (1974), que se aproxima más al cine estructural y post-estructural y al cine científico o de animación.[12]
- Lightcone (1982), la cooperativa cinematográfica más importante de la Europa de la época que disponía de muchos artistas que trabajaban con found footage .[13]
- Federación de cooperativas y grupos de distribución franceses.[14]

### España
Durante los años setenta, el empresario navarro Juan Huarte Beaumont, mecenas de Jorge Oteiza, Eduardo Chillida y Antonio López, fundó la productora X Fims para promocionar el cine experimental en España. Gracias a este hecho, José Antonio Sistiaga consiguió realizar su primera película abstracta pintada a mano sobre celuloide y titulada Ere Erer baleibu icik Subus aruaren. Del mismo modo, otro pintor, Rafael Ruiz Balerdi, filmó uno de los cortometrajes experimentales más célebres del cine español: Homenaje a Tarzán. Otro artista a destacar fue Gonzalo López-Gallego, productor de un cine experimental que nació de la obsesión por el uso de un lenguaje inusual. Sin embargo, este director español no concibió una película sin hilo conductor, aunque esta fuese abstracta, minimalista e irreal. De la misma manera, un gran número de otros productores, aparte de los mencionados, como José Luis García, Luis Eduardo Aute, Jordi Grau, Claudio Guerín y Gabriel Blanco, trabajaron y dieron sus primeros pasos en el cine experimental gracias a la productora de Huarte, la cual fue homenajeada en 2006 en el Festival Punto de Vista. También hay que destacar de la época de los 60 hasta finales del siglo XX los siguientes artistas: Néstor Basterretxea, Fernando Larruquert, Ton Sirera, Iván Zulueta, Frederic Amat, Antonio Maenza, Ángel García del Val, Pedro Almodóvar (rodando en Super-8), Ricardo Bofill, Javier Aguirre, Joan Brossa, Jaume Xifra, Luis Rivera, Ramón de Vargas, Oriol Durán, Ramón Masats, Llorenç Soler, Antoni Padros, José Ángel Rebolledo, Carles Barba, Jacinto Esteva, Joaquim Jordà, Julia Juániz (película pintada a mano), Carlos Durán, Ricardo Muñoz Suay, José María Nunes, Carles Santos, Marcel Pey, Manuel Huerga, Eugeni Bonet, Eugenia Balcells, Juan Bufill, Adolfo Arrieta y Benet Rosell. En tiempos más recientes, y ya en el siglo XXI, destacan autores como Carlos Serrano Azcona con películas como Banderas Falsas, Joaquín Lledó, David Varela, Virginia García del Pino, María Cañas, Enrique Piñuel, Víctor Iriarte, Ion de Sosa, Luis López Carrasco, Antoni Pinent, José Ramón da Cruz, Chus Domínguez, el poeta gallego Francisco Brives con largometrajes como Nunc et in hora (sin diálogos), Drako, Narciso Violado y Gonzalo López-Gallego, y los cortometrajistas César Velasco Broca y Laida Lertxundi.
En un apartado ajeno conviene destacar la figura de Luis Buñuel, un director de cine español que nació en 1900 y que, posteriormente, se trasladó en México, donde realizó la mayoría de sus obras. Es considerado uno de los directores más importantes y originales de la historia del séptimo arte, que en 1929, junto a Salvador Dalí, realizó el filme pionero del cine experimental a nivel mundial: Un perro andaluz. Otras obras a destacar de este artista son las siguientes:
- La edad de oro (1930)
- Los olvidados (1950)
- Tristana (1970)
- El fantasma de la libertad (1974)
- Este oscuro objeto del deseo (1977)

A nivel geográfico, las ciudades de Barcelona (con autores como Pere Portbella, José María Nunes y Carlos Atanes), Gijón, Madrid y la comunidad autónoma de Galicia fueron los principales focos activos del cine experimental español. De todos modos, en todo el territorio, y a lo largo de los años, se ha defendido la inexistencia de un epicentro específico de desarrollo de esta metodología.
Como puntos de difusión importante de este cine de vanguardia y experimental destacan en Madrid el festival de La Semana de Cine Experimental de Madrid, El Festival Internacional IVAHM, El Museo Centro de Artes de Vanguardia La Neomudéjar, el CIDV (Centro de Documentación e Investigación del Videoarte, y que tienen como objetivo el fomento de la investigación cinematográfica), la Cineteca de Matadero y plataformas digitales como PLAT, en Barcelona la sala Xcéntric (CCCB) y el festival L'Alternativa, en Pamplona el Festival Punto de Vista, en La Coruña el Centro Galego de Artes da Imaxe (CGAI), en Cantabria el Picknic Festival Internacional de Cine de Santander (organizado por Demolden Video Project) y en Asturias el Festival Óptica.

### Argentina

#### Claudio Caldini
Nació en Buenos Aires en 1952 y aprendió los principios de la óptica y la mecánica fotográfica y cinematográfica desde pequeño. Se dedicó a experimentar con la música y la danza y, posteriormente, con el cine. Durante la década de los 90 fue declarado precursor del cine experimental y referente argentino en el mismo ámbito. Durante todos sus años de producción elaboró numerosas piezas artísticas, entre las que destacan las siguientes: Lux Taal (cortometraje de 2009), S/T (cortometraje de 2007), A través de las ruinas (1982), Vadi-Samvadi ( cortometraje de 1981), Cuarteto (cortometraje de 1978), Baltasar (cortometraje de 1975), Ventana (cortometraje de 1975) y Film-Gaudí (cortometraje de 1975).
Caldini decía: "[...] el cine experimental siempre presenta a su propia materia y no trata de seguir una línea narrativa. No hay mimesis, no hay diégesis, no hay nada de todo aquello propio de la teoría cinematográfica. [...]. El cine experimental para mantenerse vivo tiene que [...] estar rompiendo continuamente, pero ya casi no quedan núcleos por romper”. Como ejemplifica este fragmento, su metodología muestra una clara dirección de ruptura con la narrativa tradicional propia de las novelas, los relatos de acciones o de las representaciones teatrales, ya que no es posible determinar una lógica definida de análisis de sus filmes debido a que estos se encuentran más allá de la experiencia cotidiana del individuo humano y experimentan, por ejemplo, un juego temporal que se mueve más rápidamente que la velocidad exigida por la cámara. Este hecho obliga al espectador a realizar un visionado más atento que le permita eliminar sus propios límites constructivos como espectador pasivo y fragmentar el muro de prejuicios con los que se ha educado en visualizar un número reiterado de películas y, por el contrario, mostrarse dispuesto a disfrutar del filme teniendo conocimiento de que su narración está sujeta a otro tipo de análisis conceptual con la presencia de imágenes fragmentadas, descontextualizadas y sobrepuestas que, sin embargo, continúan estando pegadas a la idea inicial de proyecto de película.
Por ejemplo, Caldini, en su cortometraje Lux Taal, se refiere a un concepto que desde el título lleva a analizar la combinación Lux Taal como una palabra combinada, un conjunto que admite ser definido como un tránsito o un posible camino y que adquiere el significado verbal de dos culturas. En griego Lux se refiere a una fuente iluminada y Taal en sánscrito se refiere a los intervalos temporales. Este tránsito es otra clave de la película, los disparos de luces son alternativos, marcan un ritmo. Las formas se componen desde lo oscuro hacia la luz. O de la luz a lo oscuro, tal vez como el recorrido que la luz hace en la rotación de un planeta. El ojo va incorporando estos destellos producidos sobre la oscuridad, componiendo formas vividas. Una vez montadas estas imágenes  dentro de aquello secuencial en la proyección, no hay forma de decir si el tiempo es crono o lógico, ya que provoca sensaciones en donde una cierta musicalidad de imágenes son contenidas. Según la concepción védica del tiempo, se dice que este tiene forma de espiral, y si se obserba el proceder de la maquinaria con la que Caldini reproduce esta realidad, el dibujo o mándala que traza su película, entrando y saliendo por diferentes proyectores, hace pensar en la posibilidad de que esto fuera así. Para Caldini esto es lo experimental en el cine: trasmitir una idea, un concepto desde la forma de componer las imágenes hasta la forma en la que el espectador las aborda.

#### Narcisa Hirsch
Otra exponente de esta corriente fue Narcisa Hirsch, que dedicó su vida al cine experimental. Nacida en Berlín en 1928, esta artista surgida de la pintura y convertida luego en pionera del cine experimental argentino, expandió su actividad audiovisual durante las décadas de los 60 y 70 en forma de instalaciones, objetos, performances, grafitis e intervenciones urbanas. Sin embargo, sus inicios como directora fueron parte de un movimiento más amplio de artistas que se acercaron al cine desde diferentes disciplinas artísticas, como fue el caso de Marie Louise Alemann, de Juan José Mugni, de Juan Villola y de Horacio Vallereggio.
Hirsch definía el cine experimental como "[...] un lenguaje distinto y por eso tienen que tener paciencia. La mayoría del material de las películas era de “super 8”. En los 70 fuimos un grupo de cine experimental, muy artesanal. Trabajaba cada uno en lo suyo pero proyectábamos juntos en algún sótano, y finalmente gracias a Maria Louise Alemann en el Instituto Goethe, que ahora está haciendo las recopilaciones de las películas dentro de un marco más teórico. No hay que entender nada, hay que dejarse fluir con las imágenes y con el sonido y ya está. Si eso es afín a ustedes bien, si no bueno, es como la música. En cuanto al “mito de Narciso” [refiriéndose a su última película El mito de Narciso], es una estrategia que adopté, capitalicé mi nombre que siempre ha sido una especie de flagelo y entonces hice algo sobre mí misma, negando el mito original que dice que narciso se vio en el estanque y se enamoró de sí mismo. Yo digo que no se enamoró de sí mismo, sino que se miró en el estanque para conocerse a él mismo, y al acercarse demasiado a las aguas se cayó y se ahogó, porque ese conocimiento no se puede tener y eso es lo que trato de decir en la película”.
Durante todos sus años de producción elaboró numerosas piezas artísticas, entre las que destacan las siguientes: El mito de Narciso (60’) (2011), Celebración (cortometraje de 2007), El erotismo del tiempo (cortometraje de 2006), El mito de Narciso (20’) (cortometraje de 2005), Aleph (cortometraje de 2005), Ama-zona (cortometraje de 2001), Home coming (cortometraje de 2001), Rumi (cortometraje de 1999), A Dios (cortometraje de 1989), Ana, ¿dónde estás? (1985), Para Virginia (cortometraje de 1984), Orelie Antoine, rey de la Patagonia (cortometraje de 1983), Come out (cortometraje de 1974), Pink Freud (cortometraje de 1972), Descendencia (cortometraje de 1971), Canciones napolitanas (cortometraje de 1971), Patagonia (16') (cortometraje de 1970), Patagonia (10') (cortometraje de 1970), Retrato de una artista como ser humano (cortometraje de 1969), Marabunta (cortometraje de 1967) y Manzanas (cortometraje de 1966).

### Alemania

#### Walter Ruttmann
Nació en 1887 y se convirtió en uno de los pioneros alemanes del cine experimental y de gran influencia para los trabajos posteriores en este campo. Arquitecto y pintor, su carrera cinematográfica se inició a principios de los años 20 y fue un prominente exponente de la música y el avant-garde. Ruttmann enriqueció el lenguaje del cine como medio expresivo utilizando nuevas técnicas que más tarde se convertirían en una gran influencia para cineastas posteriores. Algunas obras a destacar de este artista son las siguientes:
- Opus I (1921)
- Opus II (1923)
- Berlín, sinfonía de una gran ciudad (1927)
- In der Nacht (1931)
- Acero (1933)

#### Hans Richter
Nació en Berlín en 1888 y su introducción en el arte moderno fue a través de su contacto con el cubismo en 1914, que lo inició en el desarrollo posterior del movimiento dadá alemán. Sus primeros trabajos abstractos en películas los realizó durante 1917. Su obra más destacada fue Rhythmus 21 (1921). Otras obras a mencionar de este artista son las siguientes:
- Rhythmus 23 (1923)
- Filmstudie (1926)
- Ghosts Before Breakfast (Vormittagsspuk) (1927)
- Race Symphony (1928)

### Unión soviética
Los cineastas soviéticos también encontraron una contrapartida de la pintura y la fotografía modernista en sus teorías del montaje. Las películas de Dziga Vértov, Sergei Eisenstein, Lev Kuleshov, Alexander Dovzhenko y Vsévolod Pudovkin fueron fundamentales para proporcionar un modelo alternativo al que ofrecía el Hollywood clásico. Aunque no eran películas experimentales por sí mismas, contribuyeron al lenguaje cinematográfico de las vanguardias de la época.

## Influencia posterior en los principales medios comerciales
Aunque un número relativamente reducido de profesionales, académicos y eruditos conoce la película experimental, esta ha influido y sigue influyendo enormemente en la cinematografía, en los efectos visuales y en la edición. Además, el género del vídeo musical se puede ver como una comercialización de muchas técnicas del cine experimental. El diseño de títulos y la publicidad televisiva también han sido influenciados por este mismo cine experimental.